# Charlotte's Web 2: Wilbur's Grote Avontuur
Charlotte's Web 2: Wilbur's Grote Avontuur (Engels: Charlotte's Web 2: Wilbur's Great Adventure) is een Amerikaanse animatiefilm uit 2003. Het is een direct-naar-video vervolg op Charlotte's Web uit 1973. De film draait om het varken Wilbur die op een boerderij leeft en zorg moet dragen voor drie jonge spinnen.

## Rolverdeling
- Anndi McAfee - Joy
- David Berón - Wilbur
- Julia Duffy - Charlotte
- Dawnn Lewis - Bessie
- Amanda Bynes - Nellie
- Maria Bamford - Aranea
- Laraine Newman - Gwen
- Nika Futterman - Baby Rats
- Debi Derryberry - Fern Arable
- Brenda Vaccaro - Mrs. Hirsch
- Jerry Houser - Mr. Zuckerman
- Rob Paulsen - Farley de vos
- Charles Adler - Templeton en Lurvy
- Harrison Chad - Cardigan de lam
- Valery Pappas - Kip

## Nummers
- "It's Not So Hard To Be A Pig"
- "Watch Out Wilbur the Pig!"
- "It's Good To Be Me"
- "Charlotte's Kids"